# Félix Ruiz Gabari
Félix Ruiz Gabari (Olite, Navarra; 14 de julio de 1940 - Madrid; 11 de febrero de 1993) fue un futbolista español. Jugaba de centrocampista y su primer club fue el CA Osasuna.

## Carrera
Comenzó su carrera en 1958 jugando para CA Osasuna. Jugó para el club hasta 1961. En ese año se fue al Real Madrid, en donde estuvo hasta 1969. En 1971 se fue al Toluca de Santander, club en el cual se retiró del fútbol.

## Selección nacional
Fue internacional con la Selección de fútbol sub-18 de España y la selección absoluta entre 1958 y 1963.

## Clubes
| Club                | País   | Año       |
| ------------------- | ------ | --------- |
| CA Osasuna          | España | 1958-1961 |
| Real Madrid         | España | 1961-1969 |
| Toluca de Santander | España | 1971      |

## Fallecimiento
Falleció en Madrid el 11 de febrero de 1993 a los 52 años de edad.